# Кешеля, Дмитрий Михайлович
Дмитрий Михайлович Кешеля (укр. Дмитро Михайлович Кешеля; род. 25 ноября 1951, Клячаново, Закарпатская область) — советский и украинский писатель, драматург. Заслуженный журналист Украины.

## Биография
Родился в крестьянской семье. В 1973 окончил филологический факультет Ужгородского университета. Работает редактором Закарпатской гостелерадиокампании.
С ноября 1996 — заместитель генерального директора, а с марта 2000 — главный редактор объединенной редакции художественных программ Закарпатской гостелерадиокампании.

## Творчество
Автор ряда сборников рассказов, повестей, романов, драматических произведений. Произведения Кешеля с успехом печатались в престижных московских издательствах и журналах, в Прибалтике, на Кавказе, переводились на английский, венгерский, румынский, чешский, словацкий языки. Сборник повестей и рассказов «Зеленый дождь», вышедший в московском издательстве «Молодая гвардия» в 1982 г., был удостоен премии «Лучшая книга года».

## Проза
- Дерево зеленого дощу (1978),
- Колиска сонця (1982),
- А земля таки крутиться (1985),
- Пора грибної печалі (1988),
- Державна копоня (1993),
- Госундрагоші (1994),
- Жіванський світ (1997),
- Збийвіч або ж кіна не буде (1999),
- Чим би не бавились пани, лем би не було війни (2003),
- … І в смерті були твої очі (2004),
- Осінь великих небес, або ж прирічанські характери (2005),
- Видіння зрячої води, або ж дурний Іван стріляє, а Богонько кулі направляє (2006).

## Пьесы
- Голос Великої ріки,
- Дерев’яні люди,
- Дорога к раю
- Закарпатське різдво,
- Недотепа із Вертепа и др.

Пьесы Д. Кешеля ставились на украинской сцене и за рубежом. А пьеса «Недотепа із Вертепа» получила несколько Гран-при Международных театральных фестивалей.
Автор сценариев телевизионных фильмов, некоторые из которых стали лауреатами Всеукраинских и международных телефестивалей профессионального мастерства. А телефильм «Это мы, дети твои, Господи» был торжественно подарен папе римскому Иоанну Павлу II во время его визита на Украину.
Д. М. Кешеля — лауреат многих литературных премий, в том числе, областной литературной премии имени Ф. Потушняка.